# Lynn Schenk
Lynn Alice Schenk (ur. 5 stycznia 1945 w Bronx w Nowym Jorku) – amerykańska prawniczka, polityczka, członkini Partii Demokratycznej.

## Działalność polityczna
Od 1972 do 1976 była zastępczynią prokuratora generalnego stanu Kalifornia, a od 1976 do 1977 pracowała w administracji wiceprezydentów Nelsona Rockefellera i Waltera Mondale'go. Od 1977 do 1980 była zastępczynią sekretarza, a następnie sekretarzem biznesu, transportu i mieszkalnictwa stanu Kalifornia. W okresie od 3 stycznia 1993 do 3 stycznia 1995 przez jedną kadencję była przedstawicielką 49. okręgu wyborczego w stanie Kalifornia w Izbie Reprezentantów Stanów Zjednoczonych.